# Centrolene geckoideum
Centrolene geckoideum е вид жаба от семейство Centrolenidae. Видът е уязвим и сериозно застрашен от изчезване.

## Разпространение
Разпространен е в Еквадор и Колумбия.

## Описание
Популацията на вида е намаляваща.